# Eberhard Prause
Eberhard Prause (* 14. Juli 1938 in Leobschütz, Schlesien; † 29. September 2023 in Meißen) war ein deutscher römisch-katholischer Geistlicher und Publizist.

## Leben
Eberhard Prause wuchs nach der Vertreibung aus Schlesien ab 1946 in Freital auf und legte hier 1957 das Abitur ab. Er studierte Philosophie und Katholische Theologie am Philosophisch-theologischen Studium Erfurt und empfing nach dem Abschluss des Pastoralseminars Neuzelle am 19. Dezember 1964 in Dresden das Sakrament der Priesterweihe für das Bistum Meißen.
Nach Kaplanstätigkeiten in Riesa und Dresden wurde er 1976 Studentenpfarrer in Dresden. In den folgenden zehn Jahren in Dresden und anschließend für ein Jahr in Leipzig leitete er die Studentenseelsorge, ermutigte die katholischen Studenten in der Minderheitensituation der DDR, „sich nicht in der gesellschaftlichen Nische zu verstecken, sondern Verantwortung zu übernehmen“. Mit kritischen philosophischen, theologischen und anderen Themen war er als Referent in den Studentengemeinden der DDR gefragt. Im Blick auf seine rhetorischen Fähigkeiten wurde er bisweilen als „Akrobat des Wortes“ oder „Wortkünstler“ beschrieben. 1987 schied er aus der Studentenseelsorge aus und wurde Pfarrer an der Herz-Jesu-Kirche in der Dresdner Johannstadt. Auch hier trat er den DDR-Machthabern konsequent entgegen und stützte so die Gemeinde. Dem entspricht ein Vermerk in seiner Stasi-Akte, in dem er als „unverbesserlicher Gegner des Sozialismus“ bezeichnet wurde. Von 1968 bis 1984 gehörte er der Dresdner Niederlassung der Oratorianer an.
Nach der Deutschen Wiedervereinigung wurde er 1990 zusätzlich Rundfunkbeauftragter des Bistums Dresden-Meißen. Seit der Gründung des Mitteldeutschen Rundfunks im Jahr 1991 vertrat er die katholischen Bistümer in Sachsen, Sachsen-Anhalt und Thüringen als Senderbeauftragter und gestaltete kirchliche Radio- und Fernsehangebote. Außerdem war er ab 1992 Beauftragter der Bistümer für den privaten Rundfunk. Für die ARD kommentierte er Übertragungen religiöser Großveranstaltungen wie die Heiligsprechung Edith Steins oder den Besuch Papst Benedikts XVI. im Jahr 2011 in Thüringen. Mehrfach begleitete er Konzertreisen des MDR-Sinfonieorchesters und des MDR-Rundfunkchors in den Vatikan. Prause engagierte sich für ein hohes fachliches Niveau der Verkündigungssendungen, setzte sich aber auch für die Einrichtung des gemeinsamen Kinderkanals KiKA und dessen Ansiedlung in Erfurt ein.
Neben seinen seelsorglichen Aufgaben gab er theologische und geistliche Schriften heraus, teilweise im Auftrag der Berliner Bischofskonferenz.
2012 gab er seine Aufgaben im Rundfunkbereich ab und trat in den Ruhestand, den er zunächst in Dresden verbrachte. Zuletzt lebte er im Altenpflegeheim St. Benno in Meißen, wo er am 29. September 2023 starb. Sein Grab befindet sich auf dem Alten Katholischen Friedhof in Dresden.

## Veröffentlichungen (Auswahl)
- Konzil und Diaspora. Die Beschlüsse der Pastoralsynode der Katholischen Kirche in der DDR (Hrsg.), Morus-Verlag, Berlin 1977, ISBN 978-3-87554-163-2.
- Maria im Gespräch (Hrsg.), St. Benno Verlag, Leipzig 1977.
- mit Siegfried Foelz: Das Geheimnis lasst uns künden. Andachten und Gebete zur Verehrung der Eucharistie (Hrsg.), St. Benno Verlag, Leipzig 1981.
  - Ausgabe im Verlag Styria, Graz u. a. 1981, ISBN 978-3-222-11319-2.
- Wir weben das Kleid, uns webt die Zeit, Hille, Dresden 1998, ISBN 978-3-932858-07-9.
- mit Joachim Klose: Lust am Leben. Die katholische Studentengemeinde Dresden (Hrsg.), St. Benno Verlag, Leipzig 2000, ISBN 978-3-7462-1391-0.
- Er lasse sein Angesicht über uns leuchten. Kardinäle meditieren Bilder der Sixtina (Hrsg.), Herder Verlag, Freiburg im Breisgau 2002, ISBN 978-3-451-27872-3.